# Vito Genovese
Vito Genovese (n. 21 noiembrie 1897, Risigliano⁠(d), Tufino, Campania, Italia – d. 14 februarie 1969, Springfield, Missouri, SUA) a fost un gangster italian care a activat în Statele Unite ale Americii, cunoscut deoarece a fost fondatorul familiei mafiote Genovese, care îi și poartă numele.